# Environnement en Russie
L'environnement en Russie est l'environnement (ensemble des éléments - biotiques ou abiotiques - qui entourent un individu ou une espèce et dont certains contribuent directement à subvenir à ses besoins) du pays Russie. Pays le plus grand de la planète, et couvert à 60 % de forêt, c'est l'un des pays au monde qui compte le plus de réserves de biosphère. 
Les russes exploitent les ressources du territoire (notamment le gaz, l'aluminium, le pétrole), avec parfois une pression excessive (irrigation intensive, un des facteurs d'assèchement de la mer d'Aral). Les émissions de gaz à effet de serre sont amplifiées par le gaz brûlé dans les torchères et les incendies - qui sont par ailleurs destructeurs pour la biodiversité ; mais les forêts constituent un important puits de carbone. La gestion des déchets est préoccupante, avec des milliers de décharges et un taux de recyclage faible. 
En matière environnementale, la Russie souffre du passé soviétique axé sur une industrialisation lourde et l'interdiction de partis ou associations écologiques. La ratification du protocole de Kyoto par la Russie a permis son entrée en vigueur en 2004 ; elle s'est également engagée dans le cadre de la COP21 en 2015.
L'empreinte écologique par personne de la Russie était en 2012 d'un peu moins de 6 hag, ce qui est supérieur à la moyenne mondiale (2,6 hag). La biocapacité par personne était de 6,8 hag, valeur forte due à l'étendue du territoire par rapport à la population, de sorte que la Russie est en léger excédent écologique. Partant d'une valeur nulle en 1991, l'excédent s'est accru en raison de la baisse de l'empreinte écologique due à la décroissance économique et à la chute du régime communiste, puis diminue à cause de l'augmentation de l'empreinte due à la reprise depuis la fin des années 1990.

## La biodiversité russe

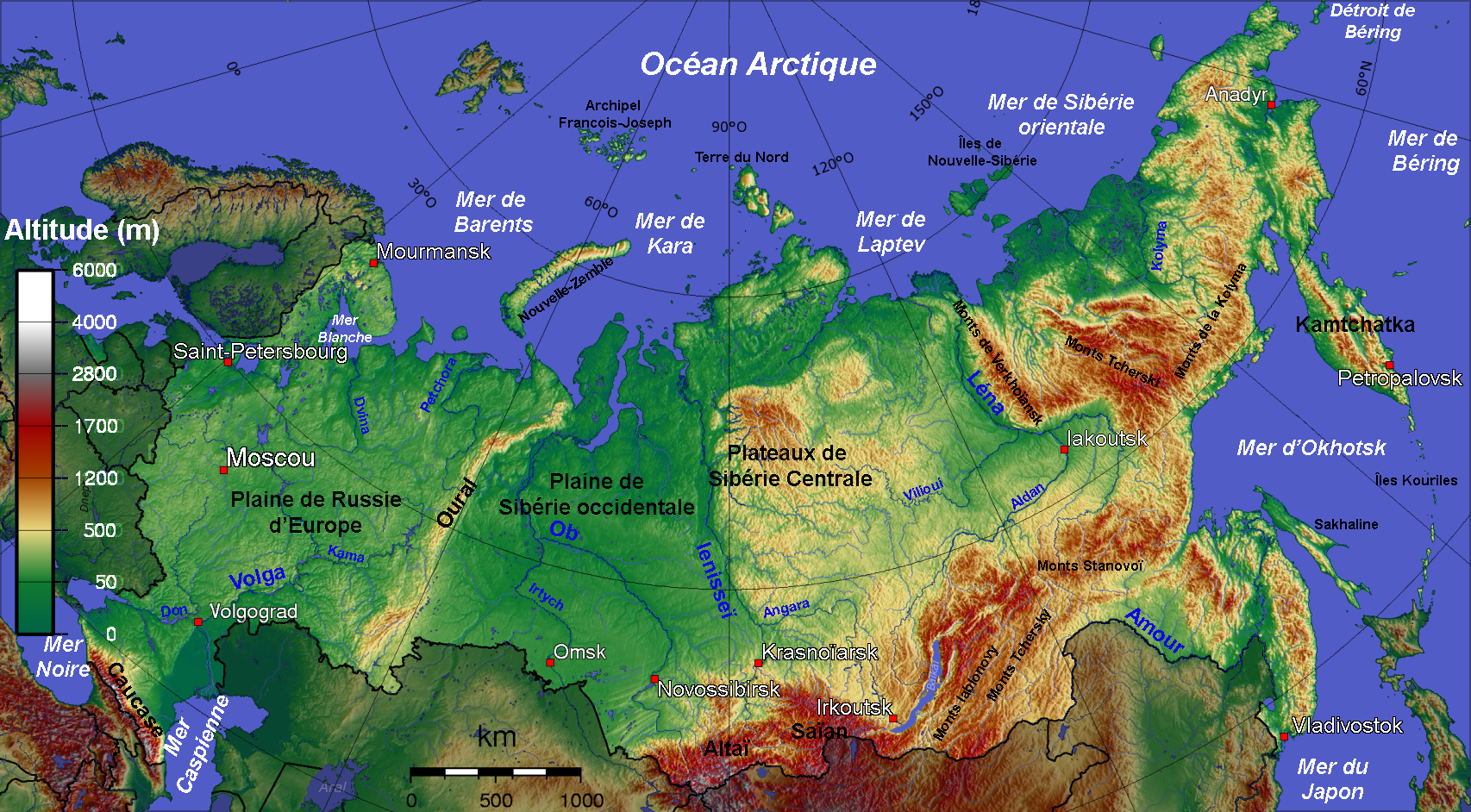
Carte de la Russie, territoire depuis 1991.

### Principaux milieux naturels

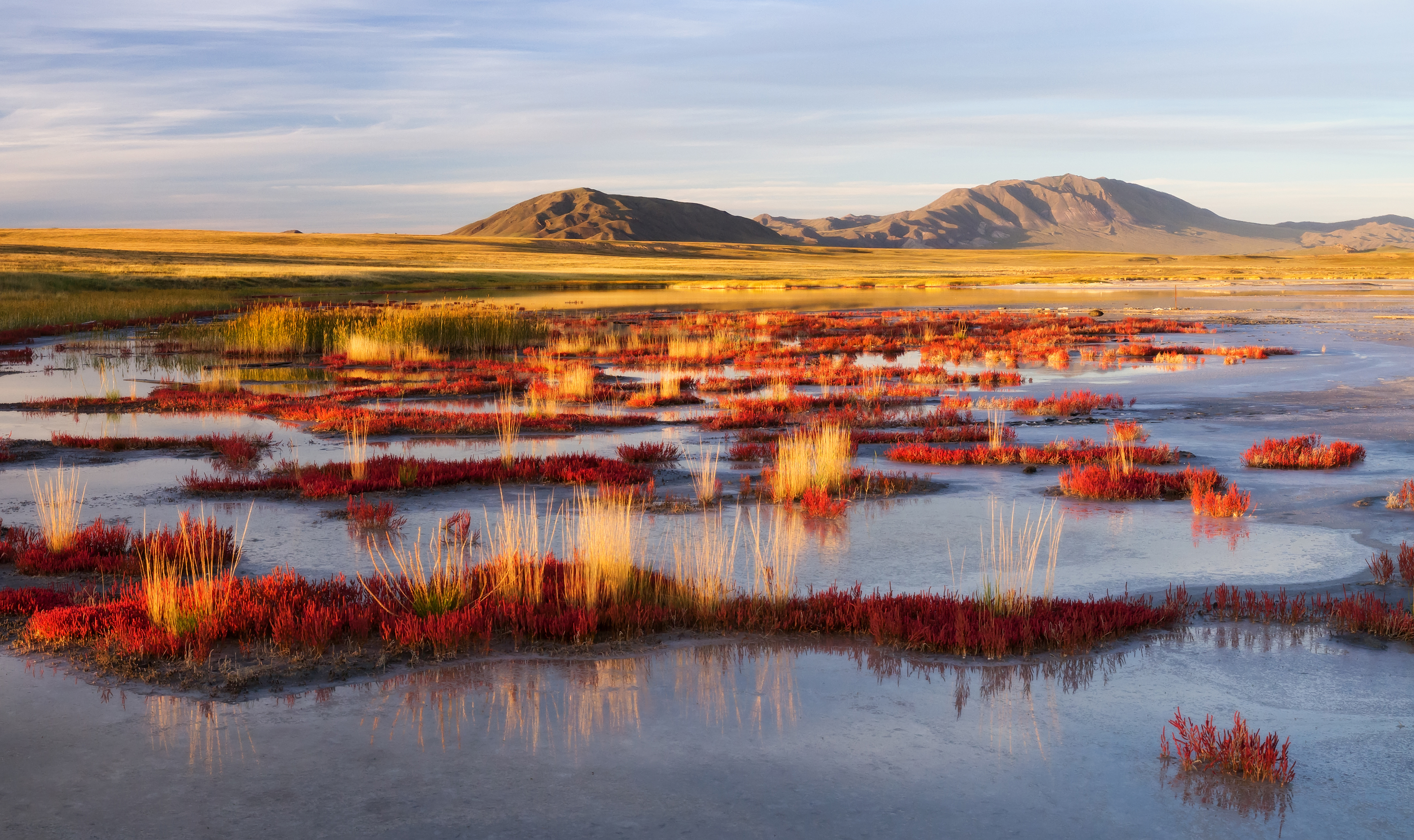
Marais et steppe au sud de la Sibérie

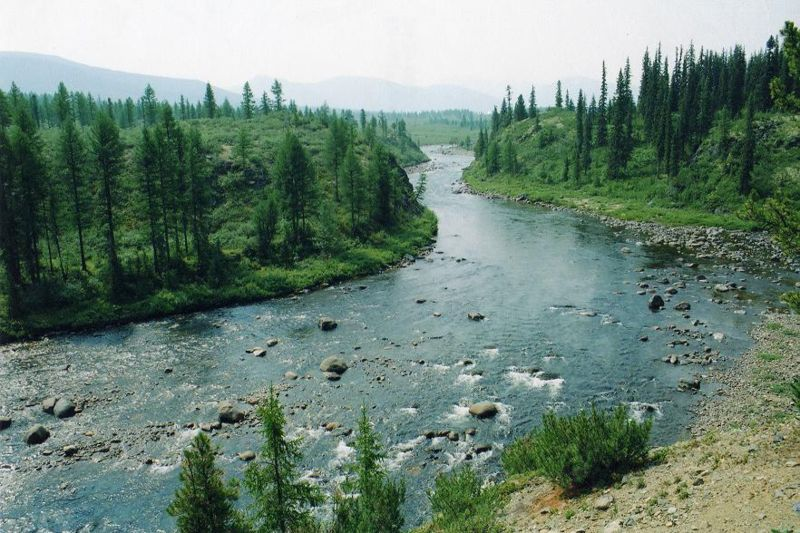
La rivière Tchaïa en Sibérie orientale (Taïga de Sibérie orientale, Paléarctique)

Pays le plus vaste de la planète, le territoire de la Russie s'étend d’ouest en est sur plus de 9 000 km. Entouré de nombreuses mers et de deux océans, parcouru de plusieurs grands fleuves, et avec des régions faiblement anthropisées, le territoire russe offre une grande surface naturelle. La Russie est néanmoins caractérisée par un climat majoritairement continental avec des milieux froids et hostiles sur la majeure partie du territoire.
Les régions bordant l'océan Glacial Arctique sont le domaine de la toundra (12 à 15 % de la Russie), une végétation rase de mousses, de lichens, d'arbustes et de petits arbres. Le sol reste gelé plusieurs mois par an et conserve une grande humidité en été. 65 % du territoire russe est couvert de pergélisol.
Plus au sud, dans les régions où le gel devient moins présent, peut se développer la taïga, une forêt de conifères et de quelques feuillus. 60 % du territoire russe est couvert de forêts et elles représentent 20 à 25 % des forêts mondiales, avec une surface estimée à 809 000 000 millions d'hectares en 2005 d'après la FAO, en diminution en 2011 et dans les années 2010. La forêt boréale résiste aux froids intenses du climat continental, mais ne se renouvelle pas rapidement. Sur la bordure méridionale de la taïga se développent les feuillus et la forêt devient mixte, notamment dans la région de Moscou. Puis la prairie remplace progressivement la forêt sur les sols noirs.

### Faune et flore russe
La faune est adaptée aux contraintes climatiques (rennes, animaux à fourrure). On trouve des loups, des ours blancs, des phoques, des renards polaires ou encore des bœufs musqués dans la Toundra. La population de tigre est en hausse en 2015 par rapport à 2010, date à laquelle la population mondiale de cette espèce en voie de disparition était la plus réduite. On comptait environ 360 tigres de Sibérie en Russie en 2008 selon l'UICN.
La flore est diversifiée, allant d'une végétation rase (avec de rares bouleaux) dans la toundra à des forêts mixtes plus au sud (bouleaux, charmes, peupliers, érables…).

### Menaces sur la biodiversité russe
Le réchauffement climatique conduit à un déplacement des espèces. Bien que la vulnérabilité au changement climatique soit faible, le réchauffement mesuré de 1976 à 2014 a été 2,5 fois plus rapide en Russie qu'au niveau mondial. La Russie connait en 2019 l'année la plus chaude de son histoire.
Par ailleurs, certains lieux sont perturbés par des espèces invasives, comme des algues sur des rives du lac Baïkal, classé au patrimoine mondial de l'humanité.
Le bécasseau spatule, qui hiverne au Bangladesh et en Birmanie, est un oiseau migrateur fortement menacé d'extinction. La chasse sur les sites d'hivernage est un des facteurs de menace.

### Territoires protégés

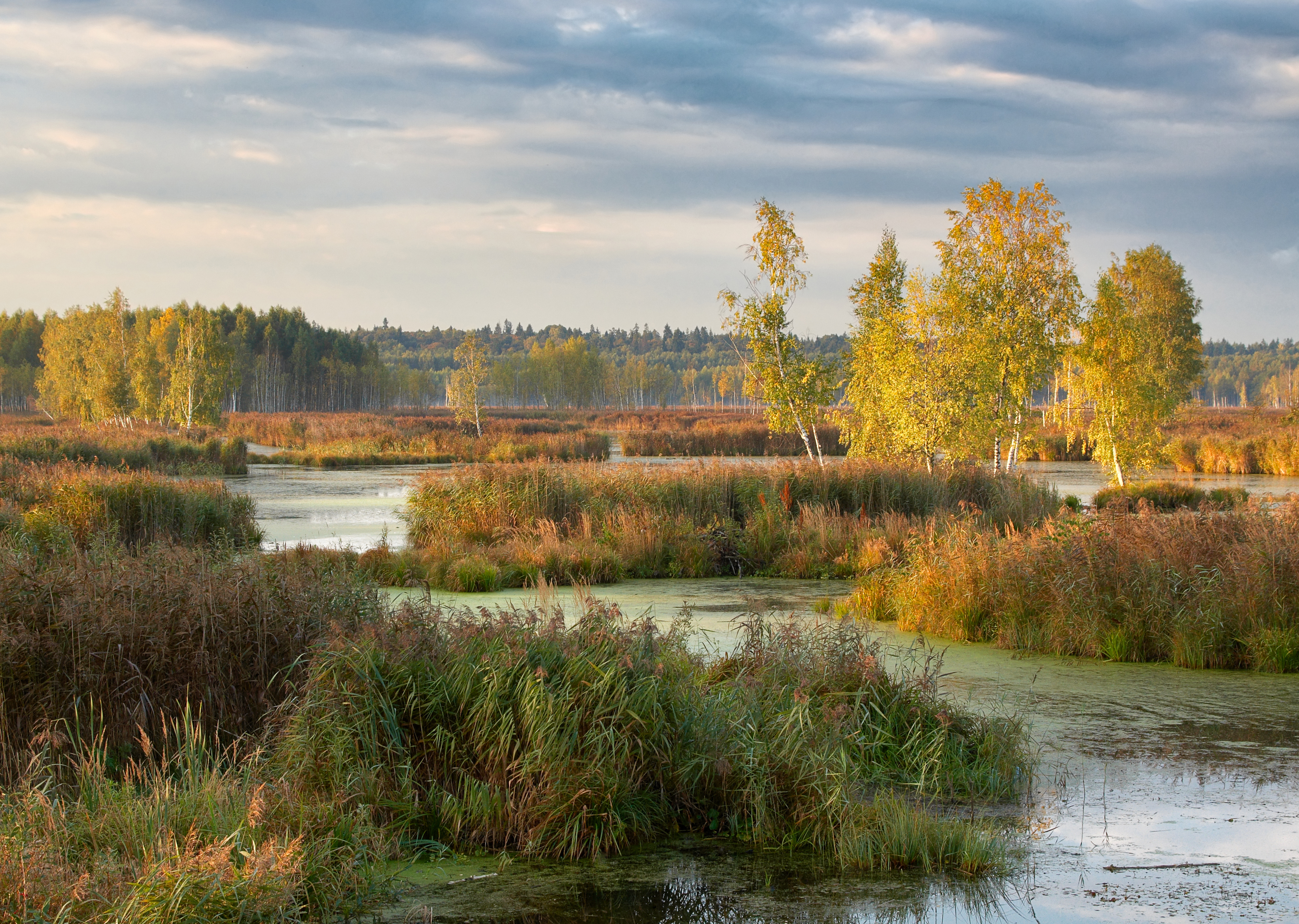
Parc national de Lossiny Ostrov, Moscou et sa région.

C'est l'un des pays au monde qui compte le plus de réserves de biosphère (plus de trente), ainsi que 41 parcs nationaux (les plus anciens datant de 1983). Les parcs nationaux sont à la charge du ministère des Ressources naturelles de la Russie.
Le gouvernement russe décide la création d'une réserve de biosphère à Sikhote-Aline en 1936. C'est aujourd'hui la principale zone d'habitat du tigre de Sibérie.

## Impacts sur les milieux naturels

### Les activités humaines

#### Industrie
La Russie s'est dotée, à l'époque de l’URSS, d'une industrie lourde puissante (aciéries, raffineries, industrie chimique, etc.). Les industries liées à l'exploitation des ressources occupent une place importante dans l'économie russe et mondiale, avec le géant gazier Gazprom et le leader mondial de l'aluminium Rusal. Les secteurs liés à l’armement, au nucléaire et à l’aérospatial sont également fortement développés.

#### Agriculture

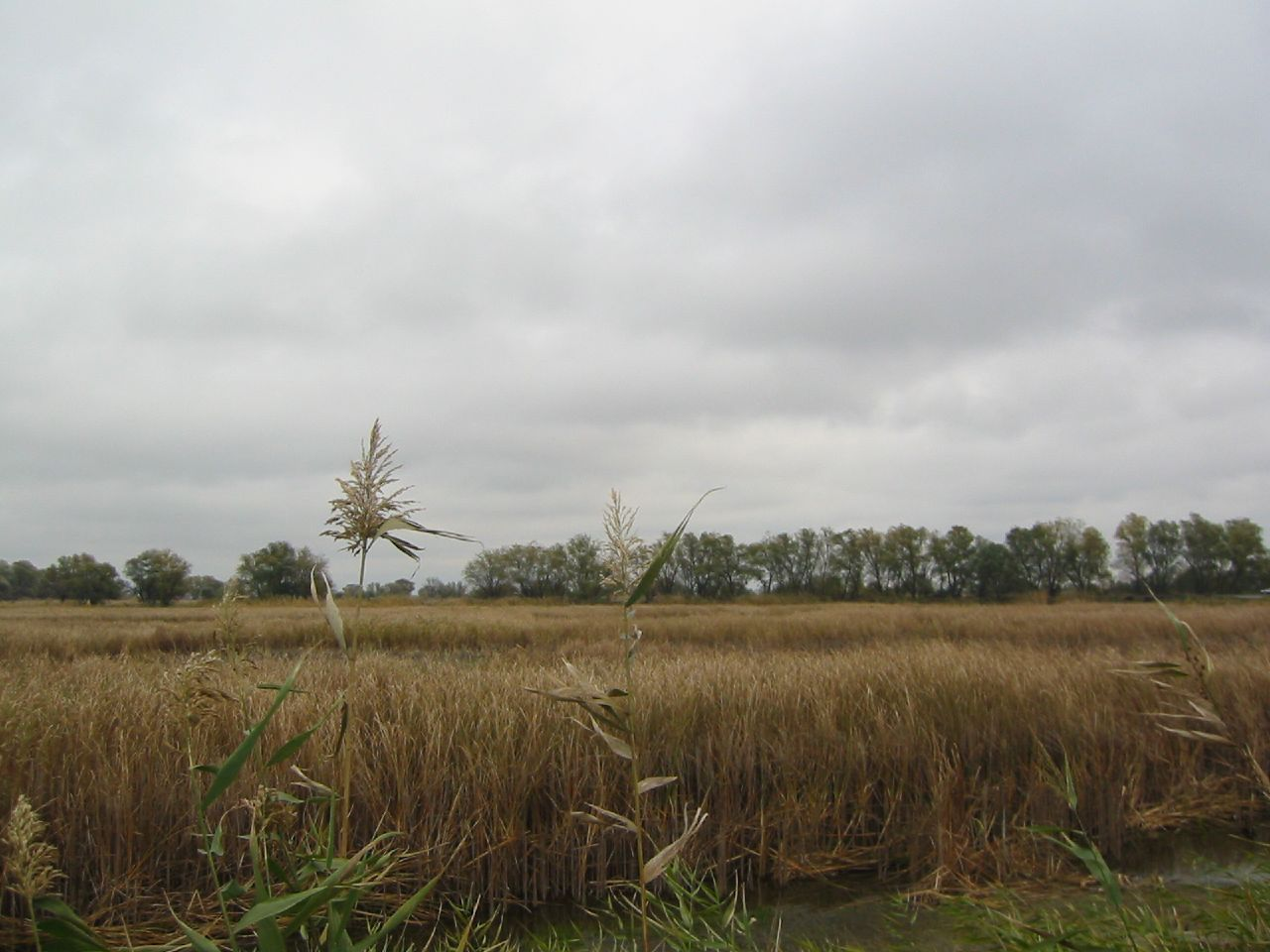
Un champ près de Rostov-sur-le-Don

La Russie est un pays exportateur, qui produit plus qu'il ne consomme de denrées agricoles. La culture du blé et des pommes de terre représente une large part de l'agriculture russe, et le pays est le premier pays exportateur de blé en 2022. L’élevage porcin et de volaille est également très répandu. En revanche, l’élevage de bovins est essentiellement destiné à la production laitière[réf. nécessaire].
L'irrigation intensive (pour supporter l'agriculture intensive, notamment du coton) est en partie responsable de l'assèchement de la mer d'Aral en Asie centrale.
En août 2008, la compagnie suédoise Alpcot-Agro exploitait 135 000 ha en Russie pour les céréales et les oléagineux.

#### Déforestation
La Russie a perdu à elle seule plus de forêts que tous les autres pays depuis le début du XXIe siècle.

La taïga russe a perdu en moyenne 1,4 million d’hectares de paysages forestiers intacts (IFL) par an en moyenne entre 2000 et 2013. Comparé à la période 2000-2013, la Russie a perdu en moyenne 90 % de forets de plus chaque année entre 2014 et 2016. Les mines et forages en sont la principale cause.

#### Pêche
- En 2005, officiellement, la Russie pêche annuellement 250 tonnes d'esturgeon, soit l'équivalent de dix semi-remorques.

#### Transports
Le réseau ferroviaire est bon. Le réseau autoroutier russe est en pleine expansion.
Les grandes métropoles sont équipées de métros. En 2011, la capitale, Moscou, souffrait d'un réseau routier mal développé et d'un métro saturé.
Certaines routes ne sont pas terminées en Russie, le goudron ou le sable étant partiellement détournés ; ce qui est une cause d'accident en raison des trous, affaissements...
L'utilisation de la voiture est développée. La Russie est le deuxième marche de l'entreprise française Renault, avec 482 000 véhicules vendus en 2021. L'Alliance Renault-Nissan contrôle un tiers du marché russe.

### Pression sur les ressources non renouvelables

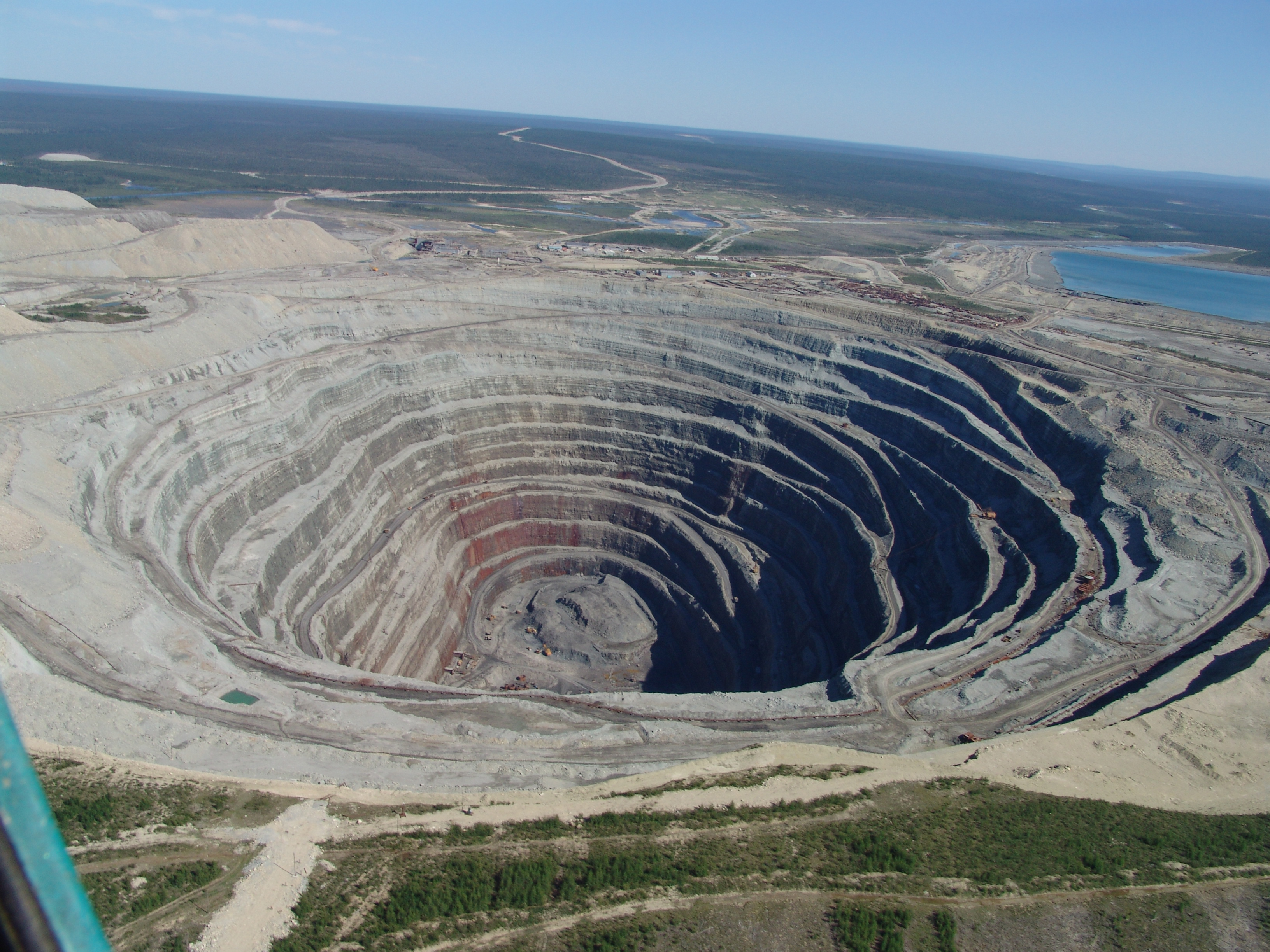
Mine de diamant d'Oudatchnaïa (Yakoutie).

La Russie dispose de ressources minières (houille, fer, nickel, diamant, etc.) et énergétiques (pétrole, gaz naturel, hydroélectricité) abondantes qui en font l’un des principaux producteurs et exportateurs mondiaux. En juillet 2025, les exportations de pétrole représentent toujours un tiers des revenus de la Russie.

#### Ressources minières
À 400 km au-dessus du cercle arctique, Norilsk abrite le combinat industriel et minier de Norilsk Nickel, premier producteur de nickel et de palladium au monde. La ville connait un niveau de pollution important.

#### Énergie

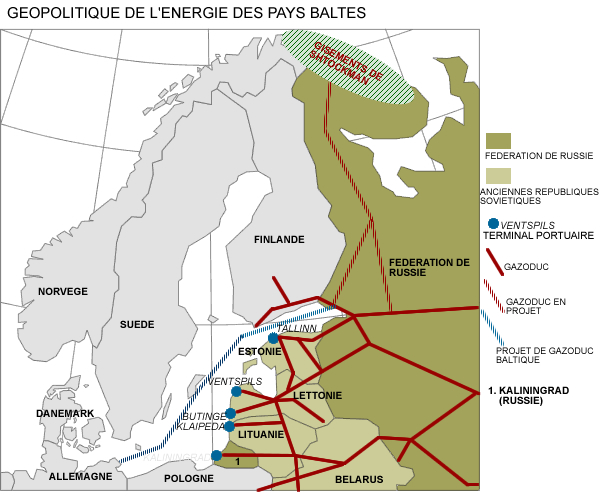
Carte du réseau de gazoducs, des gisements et des ports en mer Baltique.

Le gaz est en tête des énergies utilisées dans la production d'électricité en Russie (49,1 %), devant le nucléaire (16,6 %), le charbon (15,8 %), l'hydrothermie (15,6 %). Le pétrole (2,6 %) et les autres énergies alternatives (0,3 %) sont plus marginaux.
La Russie est copropriétaire des gazoducs Nord Stream 1 et 2 avec l’Allemagne. À la suite de la guerre que la Russie a déclenchée avec l'Ukraine en 2022, ces gazoducs prennent une ampleur stratégique et géopolitique internationale, l'Europe limitant sa consommation de gaz russe et la Russie ses exportations. En septembre 2022, 4 fuites de ces gazoducs entrainent une émission de méthane (CH4) ayant un impact important sur le réchauffement climatique. Selon les groupes climatiques, Nord Stream 1 et 2 contenaient quelque 350 000 tonnes de gaz naturel – méthane, les fuites ayant vidé les pipelines endommagés.
La Russie est le pays qui a le plus gros volume de gaz brûlé dans les torchères (37,4 milliards de mètres cubes).

### Pollutions

#### Les émissions de gaz à effet de serre (GES)
La Russie émettait, en 2007, l'équivalent de 1 587 millions de tonnes de CO2. C'est, en 2021, le quatrième pays le plus émetteur en gaz à effet de serre, avec 4,9 % des émissions mondiales, derrière la Chine (29 %), les Etats-Unis (11 %) et l'Inde (7,3 %).
Le climat, rigoureux en hiver et parfois caniculaire en été, engendre des consommations importantes d'énergie et des rejets supplémentaires.
La Russie est, avec la Chine, et les États-Unis, l'un des trois principaux émetteurs mondiaux de méthane. À lui seul, ce gaz est responsable d’environ 30 % de l’augmentation des températures globales depuis la révolution industrielle. Le dégel du permafrost, liée au réchauffement climatique mais aussi localement à des infrastructures vieillissantes (conduites de gaz...) entraine des émissions de méthane, tout comme la production de gaz, pétrole et charbon. La Russie est, de plus, le pays qui a le plus gros volume de gaz brûlé dans les torchères, ce qui amplifie les contributions de ce pays aux émissions de GES.
Le territoire est par ailleurs un important « puits de carbone », les forêts russes représentant 25 % de la surface forestière mondiale.

#### La pollution de l'air
La Russie est le pays qui a le plus gros volume de gaz brûlé dans les torchères, ce qui amplifie la production de gaz polluants.
Chaque année, plus de 2 millions de tonnes de gaz (dioxyde de soufre, oxyde d'azote, carbone et phénols) sont rejetés dans l'atmosphère à Norilsk. Elle est considérée en 2015 comme la 7e ville la plus polluée du monde,. La pollution a des effets graves : la population souffre davantage de problèmes respiratoires ou dermatologiques, en particulier les enfants, si bien que l'espérance de vie y est de seulement 60 ans.

#### La pollution de l'eau
La pollution de l'eau est causée par la déforestation, l'érosion du sol, une mauvaise utilisation des engrais, une fuite de produits chimiques, des cimetières des sous-marins, des oléoducs percés, des rejets urbains, etc.
Déballastages et vidanges de cargos contribuent à la pollution des mers.

#### La pollution des sols

Carte indiquant l'état de la contamination au césium 137 en 1996 sur la Biélorussie, la Russie et l'Ukraine :
Zone fermée/confisquée (Supérieure à 40 curies par kilomètre
carré (ci/km²) de césium 137)
Zone de contrôle permanent (15 à 40 ci/km² de césium 137)
Zone de contrôle périodique (5 à 15 ci/km² de césium 137)
Zone faiblement contaminée (1 à 15 ci/km² de césium 137)

Une pollution du sol a été causée par une contamination radioactive et chimique, notamment à la suite de la catastrophe de Tchernobyl, en Ukraine.
Autour de Norilsk, 100 000 hectares de toundra ont été détruits par des pluies acides et des gaz toxiques, au point que l'herbe n'y pousse plus. L'été, beaucoup de baies sauvages et de champignons portent des traces de métaux lourds. Les habitants sont contraints de les faire bouillir s'ils veulent les consommer.

#### La gestion des déchets
La Russie produit chaque année 7 milliards de tonnes de déchets, d'après le Service fédéral de surveillance des ressources naturelles. Seuls 7% des déchets sont recyclés. En 2013, la grande majorité des déchets étaient enfouis au sein de sites insalubres pour la plupart. La Russie compte 7 000 sites autorisés auxquels s'ajoutent 44 000 sites illégaux repérés au 15 janvier 2013. Seuls 4 à 5 % des déchets municipaux partaient vers l'un des 243 centres de recyclage, 53 unités de tri et 10 usines d'incinération des déchets. Les experts s'accordent sur un taux de recyclage de 25 % au niveau national pour le papier.
Désorganisée après la fin de l'URSS, la gestion des déchets a ressurgi dans le débat public en 2017 avec des manifestations pour la fermeture de décharges saturées autour de Moscou. Les autorités prévoient de construire de nouveaux d'incinérateurs et d'expédier des ordures dans le Grand Nord ; ce dernier projet a provoqué une vive opposition sur place et à travers le pays.

### Impacts de l'urbanisation
Malgré la faiblesse de la densité moyenne, la Russie est un pays fortement urbanisé : près des trois quarts des Russes (73 %) résident en ville, soit 106,5 millions de ses habitants. 20 % des Russes se concentrent dans les 15 villes de plus d'un million d'habitants.

## L'exposition aux risques

### Les risques naturels
La Russie est exposée à de multiples aléas naturels : inondations, tempêtes, incendies, glissements de terrain, séismes... 
- L'est du pays fait partie d'une région énormément sismique et volcanique (on y recense 90 % des volcans actifs mondiaux)[2].
- Les incendies, par exemple les incendies de forêt en Russie de 2010, ont eu un impact environnemental important, de la destruction de milieux et des espèces les habitants au rejet de gaz à effet de serre. Le pays a perdu 4,3 millions d'hectares de forêt par an en moyenne entre 2011 et 2013[23]. 3,2 millions d’hectares sont ravagés par les incendies durant l'été 2018, ce qui constitue, à cette date, un record[29]. Mais en mai 2020, les incendies sont de nouveau gigantesques, avec déjà plus de 2 millions d'hectares brûlés[30].
- Les phénomènes météorologiques dangereux sont en hausse, avec un record de 569 évènements en 2014, dont de graves inondations dans l'Altaï (sud de la Sibérie)[9].

### Les risques environnementaux chroniques
La région Yakoutie, en Sibérie, se trouve menacée. Ces dernières années, le réchauffement climatique provoque la fonte de sols jusqu'alors constamment gelés. Des milliers d’habitations menacent de chavirer dans la boue en été, tandis que les villages du nord sont submergés par des inondations.

## Politique environnementale en Russie

### Traités internationaux
Le 18 novembre 2004, la ratification du protocole de Kyoto par la Russie a permis son entrée en vigueur.
En 2015, dans le cadre de la COP 21, La Russie s'engage à réduire de 25 à 30 % des émissions de gaz à effet de serre d'ici à 2030 par rapport à 1990. Elle inclut l'effet de stockage de CO2 par les forêts dans le calcul des émissions. En 2017, le Président Poutine indique que la Russie ne ratifiera pas l’accord de Paris sur le climat avant 2019 et demande des précisions sur cet accord.
Lors de la troisième conférence internationale sur les villes durables, les villes russes se sont déplacées en masse.

### L'héritage soviétique
Le gouvernement de l'URSS a entravé la formation d'une conscience écologique en interdisant les partis et les associations jusque dans les années 1980. Dans les dernières années du régime stalinien, le nombre de réserves naturelles et parcs nationaux a été fortement réduit. Le productivisme a entrainé l'érosion et l'épuisement de nombreuses terres arables. Le développement d'une industrie lourde et l'exploitation intensive et extensive des ressources naturelles ont laissé derrière eux une situation préoccupante, dont souffre encore l'actuelle Russie et les anciennes Républiques soviétiques.
Dans les années 1990, les populations de sangliers, d'ours bruns et d'élans diminuent considérablement, apparemment en raison de l'effondrement de l'économie et des cultures agricoles. La chercheuse Eugenia Bragina explique que pour les sangliers, dont la population a été réduite de moitié au cours de la décennie, « l’explication est sûrement la perte de cultures dans lesquelles ils fourrageaient, car les garde-chasses ont cessé de les entretenir ».

### Politiques mises en place en faveur de l'environnement
Les énergies renouvelables, axées presque exclusivement sur l'hydrothermie, se développent et se diversifient vers le solaire, l'éolien. Un programme de construction de 170 sites de production d'énergies renouvelables est en cours en 2015. En Iakoutie, on compte déjà plus de dix sites d'exploitation de ces énergies. Si le rendement d'une centrale photovoltaïque est diminué du fait de la localisation au-delà du cercle polaire arctique, ce type d'énergie reste très intéressant pour cette région compte tenu des difficultés d'approvisionnement en énergie de cette région isolée. Une centrale de 1 MW construite a Batagaï permet déjà à la ville d'économiser 300 tonnes de fioul ; mais les panneaux ont été produits en Chine.
Un rapport du WWF publié en 2017 identifie comme causes des incendies de l'été 2010 dans la région de Moscou « la suppression de 70 000 emplois de gardes forestiers » à la fin des années 2000 et « les coupes budgétaires ayant entraîné la réduction des vols de surveillance ».

### Évaluation environnementale globale
En 2015, l'organisation Global Footprint Network (GFN) indique que la Russie est un des 57 pays (sur 181) préservant ses ressources (réserve en biocapacité positive), notamment grâce à sa capacité forestière qui compense largement son empreinte carbone. La biocapacité s'élève à environ 6,7 gha (hectare global par habitant), l'empreinte écologique à 4,46 gha.
Le jour du dépassement (date de l’année, calculée par l'ONG américaine Global Footprint Network, à partir de laquelle l’humanité est supposée avoir consommé l’ensemble des ressources que la planète est capable de régénérer en un an) du pays est le 26 avril. La Russie est l'un des pays dont la consommation dépasse le plus les capacités de la planète.